# Большинка
Большинка — слобода в Тарасовському районі Ростовської області.
Адміністративний центр Большинського сільського поселення.
Населення — 1453 особи (2010 рік).

## Географія
Слобода Большинка положена над річкою Велика (рос. Большая).

### Вулиці
| - вул. Баданова, - вул. Будьонного, - вул. Влада Рад, - вул. Східна, - вул. Димитрова, - вул. Зарічна, - вул. І. В. Башмакова, - вул. Кладовищна, - вул. Колгоспна, - вул. Червоних партизан, - вул. Кринична, | - вул. Крупської, - вул. Леніна, - вул. Лісова, - вул. Набережна, - вул. Підгірна, - вул. Пролетарська, - вул. Садова, - вул. Щаденко, - пров. Колодезянський, - пров. Красноармійський. |

## Історія
Населена слобода над річкою Велика була коло 1752 року генерал-майором Данилою Єфремовим. На 1763 рік у Большинській слободі мешкало 113 українців чоловічої статі. На 1764 рік налічувалося 120 українців чоловічої статі. На 1782 рік у слободі було 160 господарств українців у яких мешкало 497 українців чоловічої статі й 470 - жіночої. Син Данили Єфремова військовий отаман Степан Єфремов (1715—1784) 1784 року будує першу церкву. Назва слобода отримала від назви річки.
У 1801 році у слободі було 394 дворів, 1770 чоловіків й 1465 жінок. До 1822 році тут була дерев'яна Різдво-Богородицька церква, 150 селянських будинків, один будинок поміщика, водяний млин.
У 1802-1920 роках слобода була у складі Донецького округу області Війська Донського.
До 1917 року в слободі вже мешкало близько 7500 осіб.
У 1925 році Большинка була у складі Криворізького району Донецького округу. Тут мешкало 4732 осіб, було 650 дворів, дві школи 1-го ступеня, 110 колодязів, 5 ставків та інше.
У 1950 році слобода значилася в Колушкинськом районі Ростовської області; в 1954—1957 роках — входила до складу Колушкинського району Кам'янської області, потім була переведена до Криворізького району, в 1959 році — до Міллеровського, з 1965 року — до Тарасівського району.
До 1881 року у слободі було 2 церкви. Першу дерев'яну з дзвіницею побудував в 1789 році на свої кошти отаман Єфремов. До 1857 році церква занепала й була закрита. У 1862 році її підремонтували й знову відкрили.
У 1857 році на кошти поміщика Миколи Єфремова була побудована кам'яна Христоріздвяна церква, у цьому ж році вона була освячена. У 1931 році храм було закрито більшовиками. Після німецько-радянської війни він використовувався під склад зерна. В даний час знаходиться на реставрації.

## Пам'ятки
- Церква Різдва Христового[3].
- Церква Різдва Пресвятої Богородиці.[4]
- Братська могила воїнів німецько-радянської війни[5]. В могилі поховано 7 воїнів, убитих в січні 1943 року. Могила огороджена, на ній встановлений обеліск загиблим.
- Братська могила воїнів, загиблих при звільненні слободи Большинка[6]. На могилі встановлено дві стели, на більшій з них закріплена меморіальна плита з іменами 22 похованих у могилі воїнів.